# In Bridal Attire
In Bridal Attire (o The Bridal Attire) è un cortometraggio muto del 1914 diretto da Lee Beggs.

## Trama
Una serie di complicazioni sembrano ostacolare la cerimonia di nozze di un giovanotto alle prese con i mezzi di locomozione cittadini che deve prendere per arrivare al matrimonio.

## Produzione
Il film fu prodotto dalla Vitagraph Company of America.

## Distribuzione
Distribuito dalla General Film Company, il film - un cortometraggio in una bobina - uscì nelle sale cinematografiche statunitensi l'11 novembre 1914.